# Germaine Martin
Germaine Martin (* 12. September 1892 in Lausanne; † 31. Juli 1971 ebenda; heimatberechtigt in Monnaz) war eine Schweizer Fotografin.

## Leben und Werk
Germaine Martin war Tochter des Apothekers François Odot und der Marie geborene Rouiller. Sie war gebildet und sprach vier Sprachen. An der Lehr- und Versuchsanstalt für Photographie, Chemie, Lichtdruck und Gravüre in München studierte sie von 1911 bis 1913 Fotografie. Im Jahr 1921 heiratete sie Emile-Albert-David Martin, der als Milo Martin ein bekannter Bildhauer wurde. Ihr Sohn François Martin (1924–2004) wurde Pressefotograf.
Martin arbeitete in Berlin und eröffnete 1914 mit einer Freundin ein Fotostudio in Moskau. Wegen der Oktoberrevolution kehrte sie 1917 in die Schweiz zurück und betrieb ein Studio in Lausanne. Mit ihrem Mann lebte sie zwei Jahre in Berlin. Nach der Geburt ihres Sohn nahm sie 1927 ihre Tätigkeit in Lausanne wieder auf. Fünf Jahre später eröffnete sie ein Atelier, das bald zu den beliebtesten der Stadt gehörte. Martin arbeitete eng mit ihrem Mann zusammen. Neben der Porträtfotografie nahm sie in seiner Werkstatt von seinen Modellen zahlreiche Akte auf. Vom Schweizerischen Berufsfotografenverband erhielt sie 1942 eine Auszeichnung. In den 1950er Jahren arbeitete Martin regelmässig mit der französischen Journalistin Marie Mauron zusammen. In der Schweiz, Frankreich, Italien und Spanien entstand eine Reihe von Reportagen, die von Illustrierten veröffentlicht wurden. Darunter waren die Schweizer Blätter Pour Tous und L’illustré.
Martins Werke waren zunächst von der Kunstfotografie der Anfangszeit des 20. Jahrhunderts geprägt. Entsprechend arbeitete sie im Stil des Piktorialismus sowie mit dem Gummidruckverfahren. Ab 1927 gehörte sie zu den wenigen Westschweizer Fotografen, die sich von der «Nouvelle Vision» inspirieren liessen. Als Effekte setzte Solarisation oder Doppelbelichtung ein. Eins ihrer Aktphotos wurde in der Beilage «Photographie de la revue parisienne Arts et Métiers graphiques de 1933-1934» von Arts et Métiers graphiques veröffentlicht. Ihre Aktbilder fanden aber nie eine weite Verbreitung. Bekannt wurde sie durch Porträts von Persönlichkeiten aus der Welt der Musik, unter ihnen waren Clara Haskil, Alfred Cortot, Ernest Ansermet, Arthur Honegger und Louis Armstrong. Ihr Nachlass mit etwa 30'000 Fotografien befindet sich im Musée historique Lausanne. Das Museum widmete ihr 2005 eine erste Retrospektive.

## Belege
1. 1 2 3  Daniel Girardin: Germaine Martin. In: Historisches Lexikon der Schweiz.  15. Dezember 2009, abgerufen am 28. Februar 2025.
2. ↑  François Martin bei foto-ch.ch, abgerufen am 28. Februar 2025.
3. 1 2  Daniel Girardin: Germaine Martin. In: SIKART Dictionnaire sur l'art en Suisse, 2010. Französisch, abgerufen am 28. Februar 2025.

| Personendaten    | Personendaten                                                 |
| ---------------- | ------------------------------------------------------------- |
| NAME             | Martin, Germaine                                              |
| ALTERNATIVNAMEN  | Odot, Germaine (Geburtsname); Martin Odot, Germaine (Ehename) |
| KURZBESCHREIBUNG | Schweizer Fotografin                                          |
| GEBURTSDATUM     | 12. September 1892                                            |
| GEBURTSORT       | Lausanne, Schweiz                                             |
| STERBEDATUM      | 31. Juli 1971                                                 |
| STERBEORT        | Lausanne, Deutschland                                         |